# آرتورو سامپای

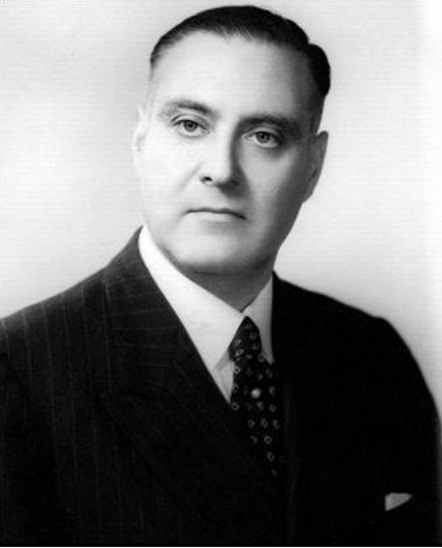

آرتورو انریکه سامپای (به انگلیسی: Arturo Enrique Sampay) (زاده ۲۸ ژوئیه ۱۹۱۱ در کنکوردیا؛ درگذشت ۱۴ فوریه ۱۹۷۷ در لاپلاتا) حقوق‌دان، قانون‌گرا و معلم آرژانتینی بود که به عنوان ایدئولوگ قانون اساسی ۱۹۴۹ آرژانتین و پدر جامعه اجتماعی آرژانتین شناخته می‌شد. او عضو کمیسیون علیه تبعیض نژادی سازمان ملل متحد و قاضی وابسته دادگاه عالی آرژانتین در سالهای ۱۹۷۳تا ۱۹۷۶ بود. او به عنوان استاد حقوق سیاسی و علوم سیاسی در دانشگاه‌های مختلف در آرژانتین، بولیوی و اروگوئه کار کرد.
آرتورو سامپای در شهر کنکوردیا در استان انتره ریوس به دنیا آمد. او تحصیلات متوسطه خود را بین سالهای ۱۹۲۵ و ۱۹۲۹ در کالج تاریخی کولژیو ناسیونال در شهر کنسپسیون دل اروگوئه به پایان رساند. او از سنین جوانی به ایدئولوژی ناسیونالیسم رادیکال ایپولیتو یریگوین پایبند بود و توسط UCR به عنوان عضو شورای کنکوردیا انتخاب شد. در سال ۱۹۲۹ او فعالانه از کمپین ملی شدن نفت که توسط رئیس‌جمهور هیپولیتو یریگوین و ژنرال انریکه موسکونی ترویج می‌شد، دفاع کرد.